# 木更津港
木更津港（きさらづこう）は、千葉県木更津市および君津市、富津市に跨る港湾法上の重要港湾（重点港湾）である。港則法上の特定港に指定されており、日本三大港湾、国際バルク戦略港湾、総合静脈物流拠点港に含まれる。港湾管理者は千葉県。

近年では京葉工業地帯の一翼を担う工業港に限らず、みなとオアシス木更津として港一帯をみなとオアシスに登録し、マリーナ・旅客ターミナルおよび交流拠点施設として「きさらづ海の駅」及び木更津マリーナが整備された。大型クルーズ船「ぱしふぃっくびいなす」の入港を期にクルーズ・オブ・ザ・イヤー特別賞を受賞した。港の玄関口に浮かぶ中の島に架かる中の島大橋は恋人の聖地に指定されており、親水空間とともに本港の良好な視点場となっている。

## 概要

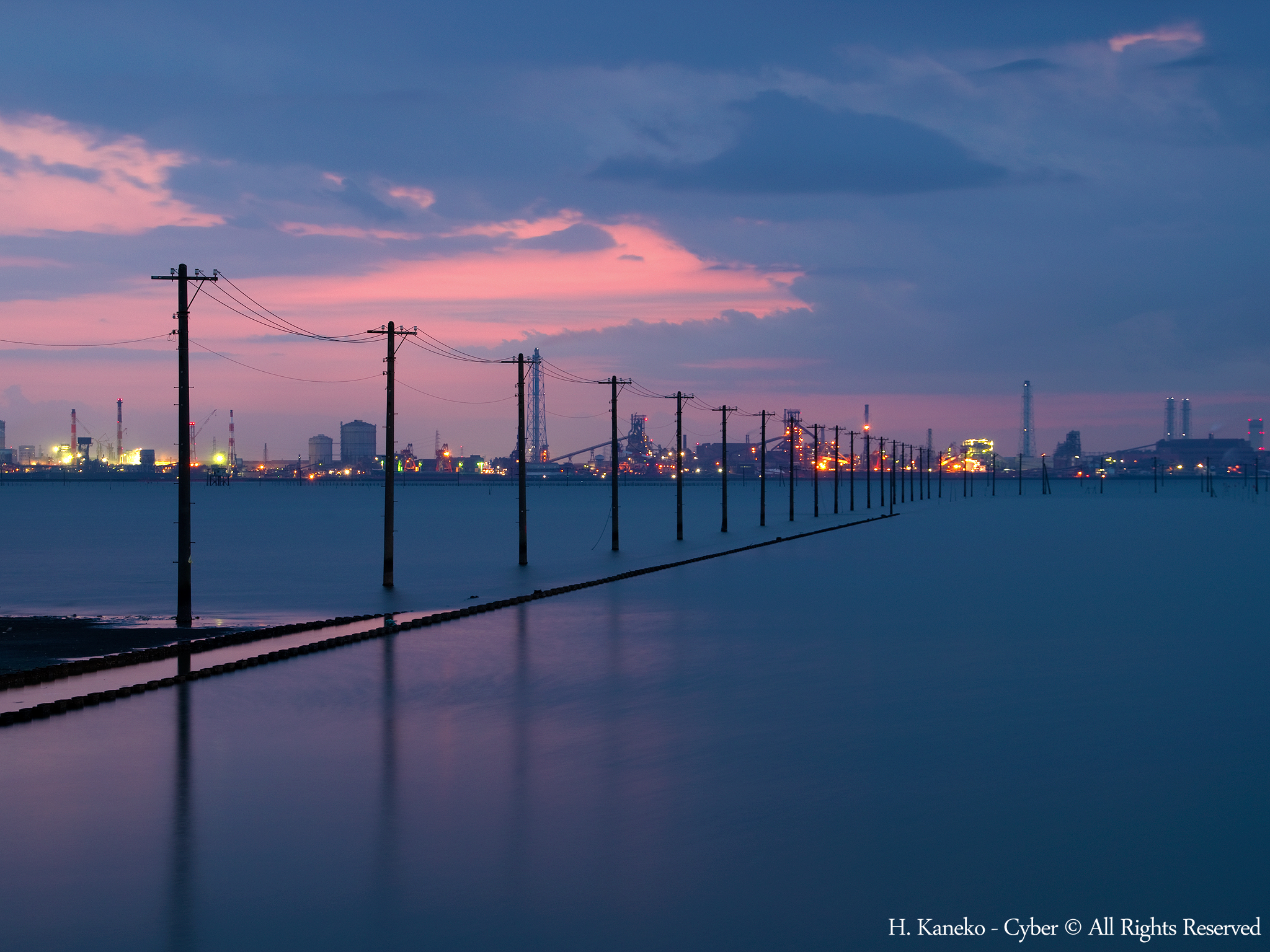
江川海岸から見た木更津港の工場夜景

東京港の東岸のほぼ中央に位置し、古くから物資の集散港として栄えてきた。京葉工業地帯の一翼を担う工業港として、重点整備が進められ、臨海部に立地する鉄鋼業などに関連した外貿貨物や、砂・砂利などの内貿貨物を中心に取扱っている。日本三大港湾の一つとして千葉県南部地域における経済社会の基盤および横浜港・川崎港・横須賀港・東京港・千葉港とともに首都圏の発展に重要な役割を果たしている。港湾管理者は千葉県。国連欧州経済委員会（UNECE）が制定している海港コード（UN/LOCODE）は「JP_KZU」。
港湾区域としては、木更津市・君津市・富津市の3市にわたり、背後地には、各都市の市街地が所在し、これら3市の人口は合わせて約27万人を数え、海岸延長は28.447 kmにおよぶ。2014年（平成26年）1月15日の港湾法の改正により東京湾の開発保全航路が拡大したことに伴い、水域面積は約7,300 haとなる。
1960年代からは京葉工業地帯の発展に伴い工業港として開発が進められ、工業用地などの造成、外内貿埠頭の整備が逐次進められており、1968年（昭和43年）には間税法の「開港」および重要港湾の指定を受ける。更に重要港湾の中でも重点的に投資する「選択と集中」を港湾政策にも徹底するという目的で重点港湾の指定を受ける。鉄鋼業の国際競争力強化を図るため、2011年（平成23年）5月31日に国土交通省から国際バルク戦略港湾に選定され、主に鉄鉱石の輸入を目的とし、VLOC級（大型の鉱石船、ばら積み貨物船）が入港できるよう、岸壁・泊地・航路などの港湾機能を有する拠点港としての整備が行われた。1975年（昭和50年）に完成した中の島大橋は日本一高い歩道橋であり、恋人の聖地に指定されている。鳥居崎海浜公園と木更津港に浮かぶ中の島とを結ぶ歩道橋であり、木更津港の玄関口にあたり、木更津港から東京湾へ出入りする船舶はこの橋の下をくぐることになる。
江川海岸からは木更津港（富津火力発電所方面）の工場夜景を見ることができる。自衛隊記念日行事である観艦式には停泊地である本港に、試験艦「あすか」、護衛艦「ちょうかい」、護衛艦「こんごう」など艦艇の一般公開、停泊港では電灯艦飾なども行われる。

## 港の区分
港内は、江川地区･吾妻地区（内港）、木更津南部地区・君津地区・富津地区の5地区に分けられている。
木更津港湾範囲には漁港や釣り場として指定若しくは呼称されている港もあり混同しやすい。農林水産省水産庁による港湾範囲において漁港に指定されている港は牛込魚港、金田魚港（見立港）、小糸川魚港が第1種漁港に指定されており、富津漁港（富津北港）が第2種漁港に指定されている。釣り場としては畔戸港･呑堀港（木更津市）、富津新港（富津市） などが一般呼称されている。

### 吾妻･江川地区
木更津港の内港であり、木更津港の拠点地区。八幡製鐵所（現：日本製鉄）の進出や木更津南部地区の整備により、木更津港は現在の港勢となった。
1965年（昭和40年）より木更津港 - 川崎港間に就航していたフェリーは1997年（平成9年）12月の東京湾アクアラインの開通に伴い廃止となった。市街地に近い地理的有利性を活かして、親水空間の整備を積極的に行っている。

### 木更津南部地区
木更津南部地区は約460 haの面積があり、混雑している内港の再開発と一体となって整備を進めている地区。
水深4.0 m物揚場および水深5.5 m 岸壁4バース、水深7.5 m 岸壁2バース、水深4.5 m 岸壁4バースを供用中であり、山砂の積出基地として利用されている。さらに、外貿機能強化として2バース目の水深12 m 岸壁260 mを平成20年に供用開始。

### 君津･富津地区
富津地区は電力、金属製品、一般機械器具製造業などの立地が計画されている。地区内にはJERA富津火力発電所が稼働しておりエネルギー供給基地としても重要な役割を果たしている。火力発電所としては国内第3位の総出力であり、世界でも最大級の火力発電所である。
当地区に立地する企業群の利用のため水深5.5 m 岸壁4バース、水深7.5 m 岸壁2バースが整備されている。そのうち1バースは耐震バースとなっている。
船舶修繕・小型船建造を行うアイ・エス・ビーの造船所が設けられている。

## 歴史

### 江戸時代

#### 木更津船と海上輸送

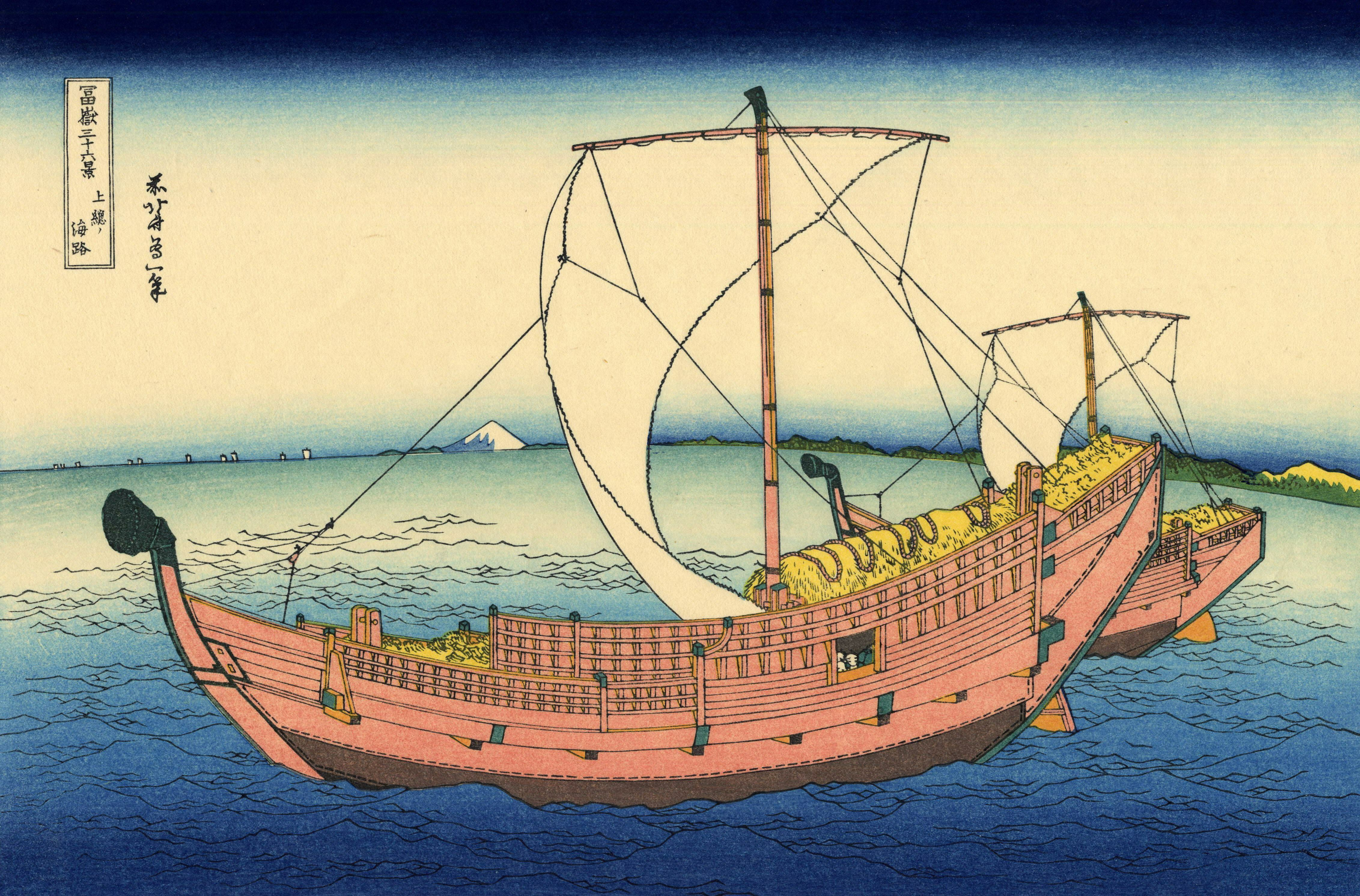
葛飾北斎画『富嶽三十六景』より「上總ノ海路」

木更津の「津」が「船着場」を意味する言葉であることからもわかるように、木更津港は古くから開けた港であった。中世には房総から鎌倉に上る渡船場として栄える。江戸時代に入ると徳川家康から、1614年（慶長19年）大坂の陣で活躍した木更津の水夫への報奨として、江戸・木更津間での渡船営業権などの特権が与えられた。これにより江戸との往来が頻繁となり、木更津が上総・安房の海上輸送の玄関口として繁栄していった。海上輸送が発達した江戸時代には主に東京湾内の輸送に五大力船（長さ31尺（約9.4 m）から65尺（約19.7 m）ほどの小型廻船）が活躍し、武蔵・伊豆・相模・安房・上総・下総海辺で穀類や薪炭などの運送に用いられる他、人を乗せて旅客輸送も行っていた。江戸日本橋本船町の河岸と上総国木更津村間で貨客輸送を行っていた船は特に「木更津船」と呼ばれ、葛飾北斎の浮世絵である『富嶽三十六景』の「上總ノ海路」、歌川広重の浮世絵である『山海見立相模』の「上総木更津」 にも描かれている。

#### 保養地としての流行
木更津船は特に関所を通ることなく往来できる利点があった。港の様子は幕末（安政年間）にその船唄を元に木更津出身の噺家、木更津亭柳勢が江戸の高座で唄い江戸界隈で流行した木更津甚句に歌われ、この甚句は安政期（1854年 - 1860年）に江戸で流行した。
木更津海岸からは三浦半島や遠く富士山も望むことができる。風景の良さから観光地あるいは保養地としても知られ、司馬江漢の絵馬『木更津浦之図』 などにも描かれる。

### 明治･大正時代

#### 海運の本格化
明治時代に入ると東京への海上交通の手段として木更津 - 東京間の就航が開始される。1887年（明治20年）、東京汽船株式会社が木更津と東京・横浜間の定期航路を引継いだが、遠浅のため大型船の出入ができず、澪筋を利用した小型船を用いた航行を始める。木更津は航路の浚渫と防波堤を築造し、1912年（明治45年）に完成した。同年（大正元年）、蘇我 - 木更津間に鉄道（木更津線、後の内房線）が開通し、海運は次第に衰微した。1926年（大正15年）5月27日、内務省告示第131号により公有水面埋立法に基づく指定港となった。

### 昭和時代

#### 海軍飛行場の建設と開港

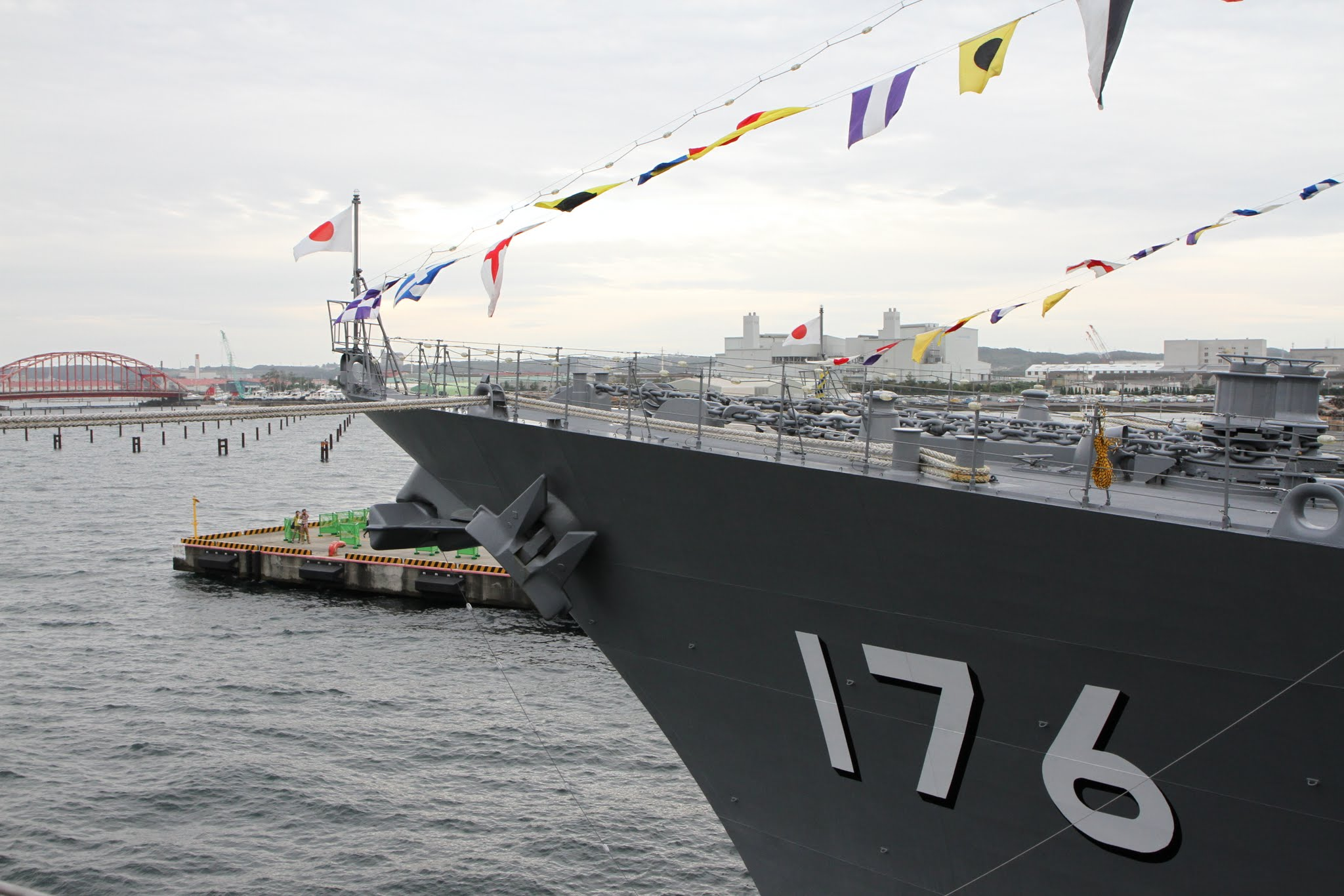
木更津港公共埠頭で一般公開中の護衛艦「ちょうかい」

1934年（昭和9年）には港の北側に日本海軍の部隊の一つである日本初の陸上攻撃機部隊として木更津海軍航空隊の飛行場（現在の木更津駐屯地）が建設され、これに伴い工事も大規模になり、航路、泊地、防波堤、護岸が竣工した。港内防波堤、桟橋を築造し、航路、泊地を浚渫し港の整備を図った。
1953年（昭和28年）3月25日、港湾法に基づく地方港湾に指定され、港湾区域を決定し千葉県が港湾管理者となった。その後、君津町（現在の君津市）地先に八幡製鐵が進出し、東京湾フェリー株式会社、日本カーフェリー株式会社が横浜間、川崎間に就航した。
1968年（昭和43年）4月1日、政令第56号により関税法上の開港に指定され、港湾法に基づく重要港湾に指定された。

#### 開港後の貿易整備
開港に伴い、定められた制度により以下の指定を受ける。
- 法務省令第33号により出入国管理令上の出入国港
- 政令第287号により検疫港（検疫錨地）
- 運輸省令第61号により港湾調査規則上の甲種港湾
- 農林省令第31号により植物防疫港（木材に特定）
- 港則法に基づく特定港
- 港湾運送事業法に基づく2種港

更に以下の機関が設置された。
- 千葉県開発局君津開発事務所
- 大蔵省横浜税関千葉税関支署木更津出張所
- 海上保安庁第3管区海上保安本部木更津海上保安署
- 法務省東京入国管理事務所木更津入国審査室
- 君津港湾事務所

港湾管理運営業務が千葉県開発庁に委任され、港湾工業用水局・君津港湾工業用水道事務所がその任に当たり、その後、港湾管理運営業務が千葉県土木部に移り、木更津港湾事務所が設置された。1970年（昭和45年）12月24日、法務省設置法の改正により、東京入国管理事務所木更津出張所に昇格した。

#### 昭和後期の港整備
昭和後期に入ると本格的施設整備が始まった。1973年 - 1988年の間に完成し供用を開始した施設を下記にまとめる。

| - 木更津ふ頭物揚場及びベルトコンベア - 木材港ドルフィン（木更津木材港協同組合） - 木更津ふ頭A、B岸壁 - 木更津ふ頭C、D岸壁 - 木更津ふ頭E岸壁 - 木更津ふ頭F岸壁 - 木更津新港休憩所（港湾労働者休憩所） - 木更津新港公園（30,536 ㎡） | - 木更津港湾労働者福祉センター - JERA富津火力発電所 - 富津船だまり物揚場 - 富士見大橋（227.8 m） - 潮浜公園の一部（2.9 ha） - 潮浜A、B、C、D岸壁 - 富津A、B、C岸壁 - 潮浜公園の一部（4 ha） |

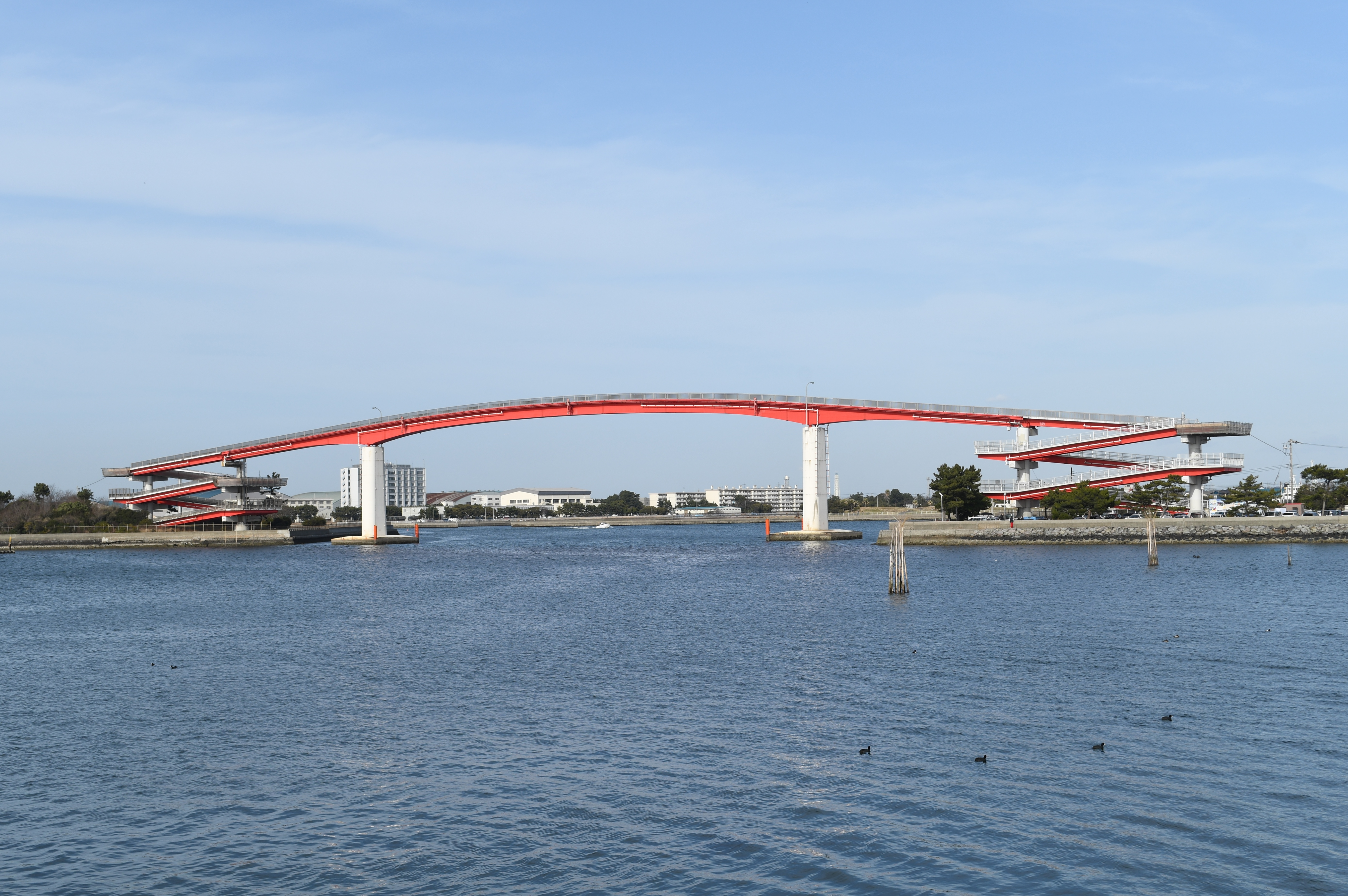
港内に架かる中の島大橋

1975年（昭和50年）に完成した中の島大橋は日本で一番高い歩道橋であり、恋人の聖地に指定されている。鳥居崎海浜公園と港内に浮かぶ中の島とを結ぶ歩道橋であり、木更津港の玄関口にあたるため、木更津港から東京湾へ出入りする船舶はこの橋の下をくぐることになる。1978年（昭和53年）3月31日に木更津港内富津地区公有水面の埋立が免許され、同年4月7日に木更津港内富津地区公有水面の埋立工事に着手した。その後、関税法自主管理適用保税地域（8,475 ㎡）の指定を受け、港則法に基づく港域の拡張および富津航路の指定を受けた。

### 平成時代

#### 木更津港の発展と現在
平成時代に入ると更に港施設、港湾緑地整備が始まった。1989年 - 2014年の間に完成し供用を開始した施設を下記にまとめる。

| - 江川船だまり - 地蔵川の排水機場 - 富津D岸壁 - 富津ふ頭E及びF岸壁（-7.5 m） - 木更津ふ頭G岸壁 - 木更津ふ頭H岸壁 | - 富津みなと公園の一部（5.23 ha） - 富津みなと公園の一部（3.39 ha） - 富津みなと公園の一部（4.04 ha） - 富津みなと公園の一部（3.09 ha） - 富津みなと公園の一部（0.43 ha） - 内港公園の一部（1.59 ha） - 内港北公園（0.54 ha） |

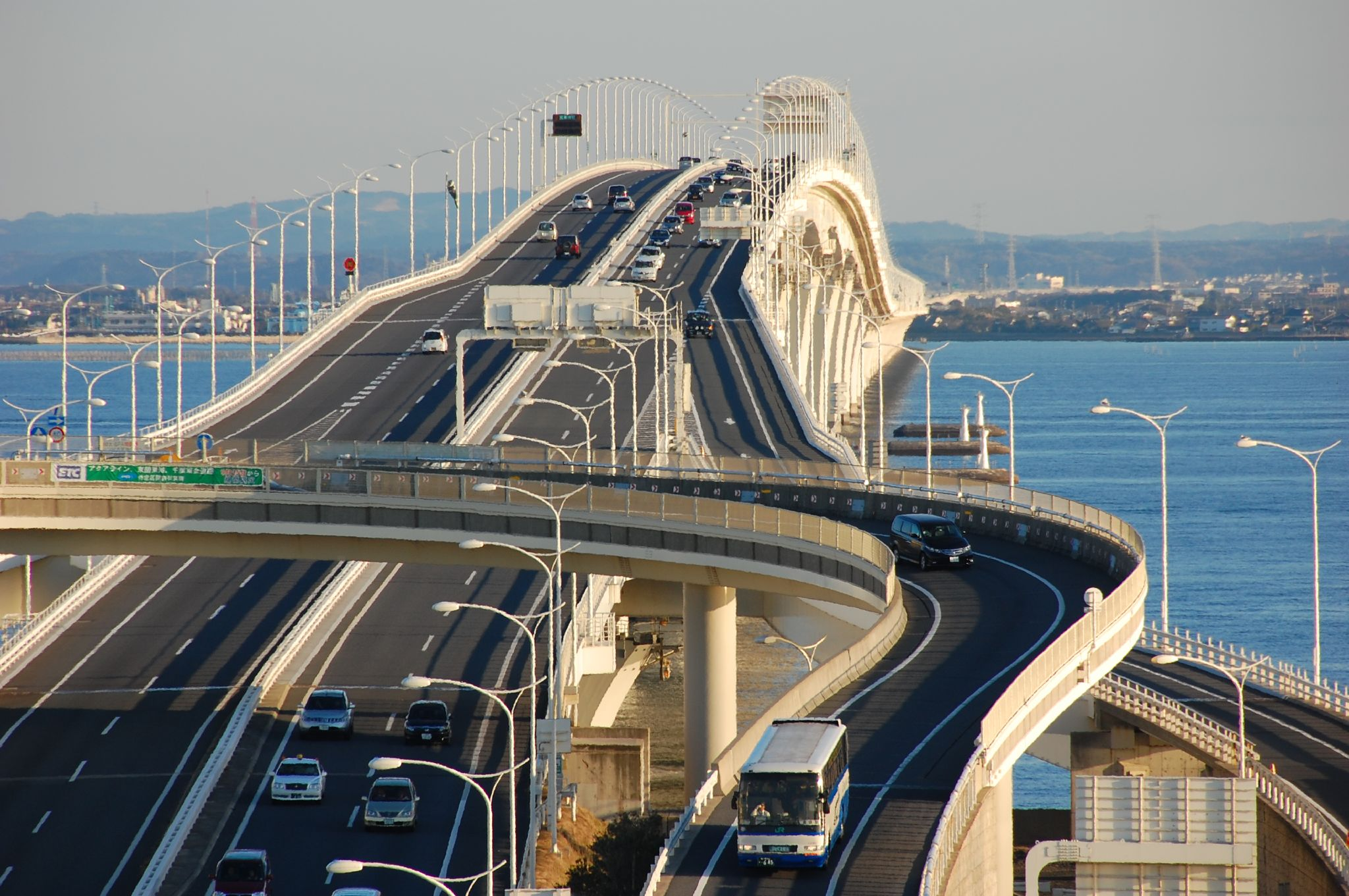
東京湾アクアラインから木更津港方面

周辺の交通網も整備が進み、1997年（平成9年）頃には東京湾アクアラインや東関東自動車道館山道が開通した。南部には日本製鉄君津製鉄所があり、水深-19 mの木更津航路や水深-14 mの富津航路を活用した首都圏港湾、全国港湾との交易および関連産業による港湾物流ネットワークが形成されている。2003年（平成15年）4月、総合静脈物流拠点港（リサイクルポート）の指定を受け、さらに翌年の7月には改正SOLAS条約に対応した埠頭保安対策を開始し、木更津埠頭、富津埠頭を整備した。更に2006年（平成18年）3月31日、木更津港湾物流効率化特区が認定され、その後、ヨット、プレジャーボートの係留をはじめ、地域の拠点として「きさらづ海の駅（木更津マリーナ）」を整備し、吾妻地区および木更津南部地区の一部がみなとオアシス木更津に登録された。
「港湾活動の高度化･効率化、さらには市民が海と憩える場の創造等の整備」を図るため、港湾計画が2010年（平成22年）3月に改訂された。計画の基本方針は、千葉県南部地域の産業・物流の拠点として、また、エネルギー供給拠点として物流機能の充実を図るとともに、物流、観光・交流・アメニティ、環境、防災の4つの機能が融合した魅力ある港を実現するために、取扱貨物量7,090万 t、船舶乗降旅客数約5万人と整備目標を定め事業化を図っている。
鉄鋼業の国際競争力強化を図るため、2011年（平成23年）5月31日に国土交通省から国際バルク戦略港湾に選定され、主に鉄鉱石の輸入を目的とし、VLOC級（大型の鉱石船やばら積み貨物船）が入港できるよう、岸壁・泊地・航路などの港湾機能の整備を有する拠点港としての整備が行われた。2013年（平成25年）1月には、ブラジルVALE社が運航する大型鉱石船（通称VALE MAX、載貨重量402,000 t）が寄港した。
近年、木更津市は豪華客船の誘致を積極的に行っており、2017年（平成29年）、豪華客船「ぱしふぃっくびいなす」（全長183.4 m、26,594 t）が木更津港に入港した。
2018年（平成30年）3月、江川地区、吾妻地区および南部地区の一部の区域が、木更津市都市計画臨港地区として決定した。

### 記念行事

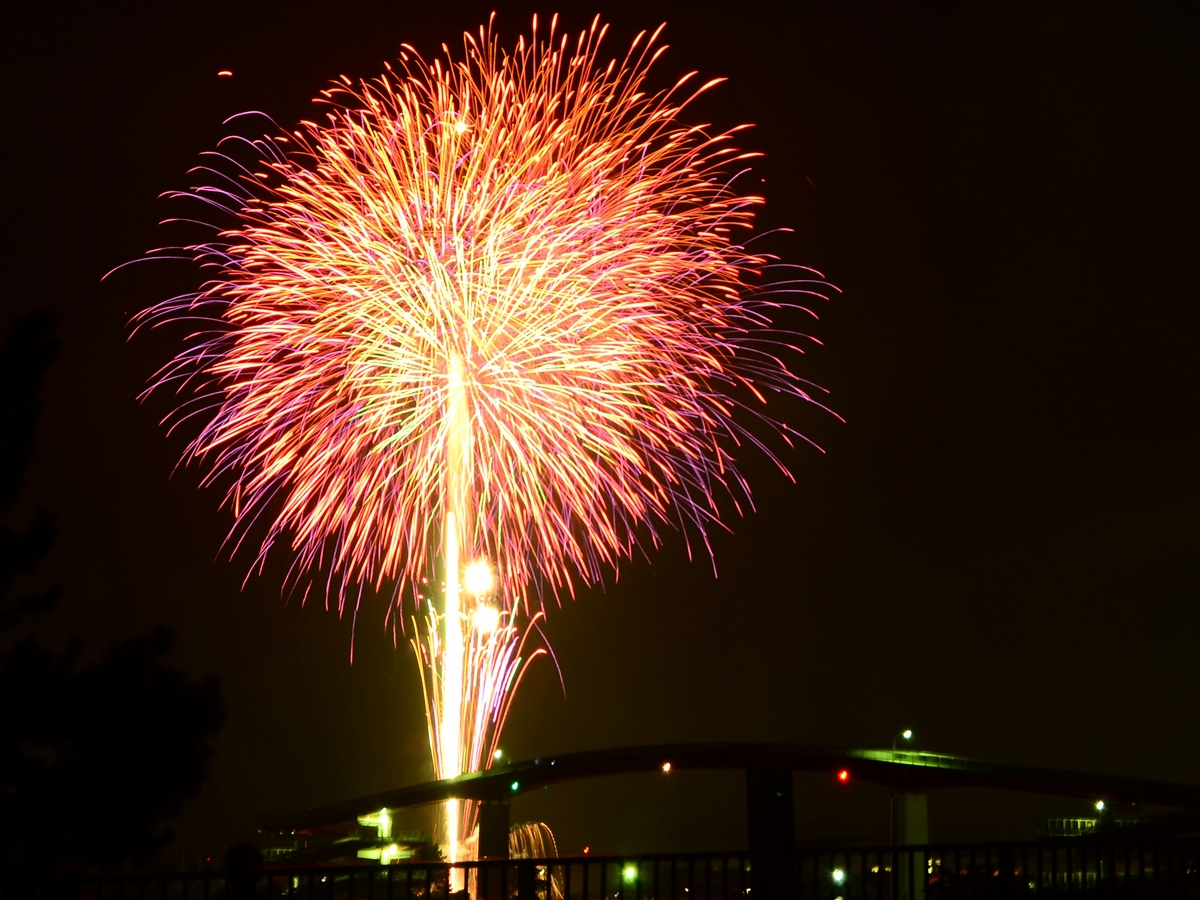
中の島からの打ち上げ花火（木更津港まつり）

例年8月14日、8月15日の2日にわたって「木更津港まつり」が開催される。例年の来場者数は25万人を超し、県内でも大きな祭りとなっている。祭りのフィナーレを飾る花火大会は関東最大級の規模である、特大スターマインと尺玉の連打が圧巻。
例年9月には「みなと木更津うみ祭り」が2日間にわたり、木更津港内港部に浮かぶ木更津内港公園（木更津出島）で開催される。この催しでは、プレジャーボート、ミニボート、カッターなどの体験乗船会やはぜ釣り大会、黒鯛の稚魚放流、アマモの自然観察会など、海に親しむ催しと地元農産物、水産物の展示即売会や屋台、ステージプログラムなどの内容で実施される。

### 年表
- 1968年（昭和43年）千葉港工事事務所木更津分室開所、木更津地区防波堤、航路着手
- 1971年（昭和46年）木更津地区防波堤（延長2,000 m）
- 1974年（昭和49年）木更津地区航路完成
- 1975年（昭和50年）千葉港工事事務所木更津分室閉所
- 1987年（昭和62年）木更津南部地区-12 m岸壁着工
- 1988年（昭和63年）千葉港工事事務所木更津分室開所
- 1994年（平成 6年）木更津南部地区-12 m岸壁2号バース着工
- 1995年（平成 7年）館山道開通により千葉港工事事務所木更津分室閉所
- 1996年（平成 8年）木更津南部地区-12 m岸壁1号バース完成
- 2011年（平成23年）国際バルク戦略港湾に選定される

## 港湾施設
木更津港の公共岸壁は、吾妻地区と木更津南部地区および富津地区に分かれており、吾妻地区には水深3.0 mの物揚場桟橋が総延長723 mある。木更津南部地区には、水深4.0 mの物揚場362 m、水深4.5 m岸壁240 m（4バース）、水深5.5 m岸壁360 m（4バース）、水深7.5 m岸壁260 m（2バース）および水深12.0 m岸壁500 m（2バース）がある。また富津地区には、水深5.5 m岸壁360 m（4バース）および水深7.5 m岸壁260 m（2バース、内1バースは耐震強化岸壁）があり、その他荷捌地176,411 ㎡、野積場85,979 ㎡が利用されている。

### 埠頭
- 木更津ふ頭
- 富津ふ頭
- 木更津港官公庁船用浮桟橋
- 通船浮桟橋
- 定係場桟橋・第2定係場桟橋
- 中央桟橋・東桟橋･西桟橋
- 小型船桟橋1・小型船桟橋2・小型船桟橋3

### けい留施設
- 吾妻地区

| 番号 | バース名                  | 延長 (m) | 所定水深 (m) | エプロン幅 (m) | 対象船舶（重量t数） | 構造・様式 | 備考（供用年）     |
| ---- | ------------------------- | -------- | ------------ | -------------- | ------------------- | ---------- | ------------------ |
| 1    | 木更津港官公庁船用 浮桟橋 | 40×2     | -3.0         | 3.0            | 200総t              | 桟橋       | 供用中（平成4年）  |
| 2    | 通船浮桟橋                | 15×2     | -2.0         | 3.0            | 30総t               | 桟橋       | 供用中（昭和62年） |
| 3    | 定係場                    | 54.0     | -3.0         | 5.0～15.0      | 50総t               | 重力式     | 供用中             |
| 4    | 定係場桟橋                | 36×2     | -2.0         | 2.0            | 50総t               | 桟橋       | 供用中（昭和63年） |
| 5    | 第2定係場桟橋             | 21×2     | -2.0         | 3.0            | 20総t               | 桟橋       | 供用中（昭和54年） |
| 6    | 西桟橋                    | 18×2     | -3.0         | 6.0            | 300                 | 桟橋       | 供用中（昭和12年） |
| 7    | 中央桟橋                  | 50×2     | -3.0         | 18.0           | 300                 | 桟橋       | 供用中（昭和27年） |
| 8    | 東桟橋                    | 19×2     | -3.0         | 6.0            | 300                 | 桟橋       | 供用中（昭和12年） |
| 9    | 小型船桟橋(1)             | 15×2     | -1.5         | 1.5            | 10総t               | 矢板式     | 供用中（昭和59年） |
| 10   | 小型船桟橋(2)             | 15×2     | -1.5         | 1.5            | 10総t               | 矢板式     | 供用中（昭和59年） |
| 11   | 小型船桟橋(3)             | 15×2     | -1.5         | 1.5            | 10総t               | 矢板式     | 供用中（昭和59年） |
| 12   | 内港物揚場(1)             | 36+32    | -3.0         | 10.0           | 300                 | 矢板式     | 供用中             |
| 13   | 内港物揚場(2)             | 347.0    | -3.0         | 6.0～11.0      | 300                 | 矢板式     | 供用中             |
| 14   | 新宿船揚場(1)             | 168.0    | -1.3         |                | 5総t                |            | 供用中（昭和49年） |
| 15   | 内港物揚場(3)             | 240.0    | -2.0         |                |                     | 重力式     | 供用中（平成14年） |
| 18   | 江川物揚場                | 40×2     | -2.0         | 10.0           | 5総t                | 矢板式     | 供用中（昭和63年） |
| 19   | 江川船揚場                | 90.0     | -2.0         | 6.4            | 5総t                |            | 供用中（昭和62年） |
| 16   | 船揚場                    | 20.0     | -2.0         |                |                     |            | 供用中（平成14年） |
| 17   | 吾妻物揚場                | 239.0    | -2.0         |                |                     | 重力式     | 供用中（平成3年）  |
| 20   | 吾妻物揚場                | 138.0    | -2.0         |                |                     |            | 工事中             |

- 木更津南部地区

| 対象 番号 | バース名           | 延長 (m) | 所定水深 (m) | エプロン幅 (m) | 対象船舶（重量t数） | 構造・様式       | 備考（供用年）     |
| --------- | ------------------ | -------- | ------------ | -------------- | ------------------- | ---------------- | ------------------ |
| 1         | 木更津ふ頭物揚場   | 362.0    | -4.0         | 10.0           | 500                 | 矢板式           | 供用中（昭和47年） |
| 2         | 木更津ふ頭A岸壁    | 90.0     | -5.5         | 15.0           | 2,000               | 矢板式           | 供用中（昭和52年） |
| 3         | 木更津ふ頭B岸壁    | 90.0     | -5.5         | 15.0           | 2,000               | 矢板式           | 供用中（昭和52年） |
| 4         | 木更津ふ頭C岸壁    | 90.0     | -5.5         | 15.0           | 2,000               | 矢板式           | 供用中（昭和52年） |
| 5         | 木更津ふ頭D岸壁    | 90.0     | -5.5         | 15.0           | 2,000               | 矢板式           | 供用中（昭和52年） |
| 6         | 木更津ふ頭E岸壁    | 130.0    | -7.5         | 20.0           | 5,000               | 矢板式           | 供用中（昭和55年） |
| 7         | 木更津ふ頭F岸壁    | 130.0    | -7.5         | 20.0           | 5,000               | 矢板式           | 供用中（昭和55年） |
| 8         | 木更津ふ頭G岸壁    | 240.0    | -12.0        | 20.0           | 30,000              | 矢板式           | 供用中（平成8年）  |
| 9         | 木更津ふ頭H岸壁    | 260.0    | -12.0        | 20.0           | 30,000              | 矢板・桟橋併用式 | 供用中（平成20年） |
| 10        | 潮浜A・B・C・D岸壁 | 240.0    | -4.5         | 15.0           | 700                 | 矢板式           | 供用中（昭和61年） |
| 11        | 木更津ふ頭岸壁     | 240.0    | -12.0        |                | 30,000              |                  | 計画中耐震バース   |
| 12        | 木更津ふ頭岸壁     | 1,084.0  | -5.5         |                | 500                 |                  | 計画中             |
| 13        | 木更津ふ頭岸壁     | 300.0    | -5.5         |                | 500                 |                  | 計画中             |

- 富津地区

| 番号 | バース名               | 延長 (m) | 所定水深 (m) | エプロン幅 (m) | 対象船舶（重量t数） | 構造・様式 | 備考（供用年）                |
| ---- | ---------------------- | -------- | ------------ | -------------- | ------------------- | ---------- | ----------------------------- |
| 1    | 富津ふ頭F岸壁          | 130      | -7.5         | 20.0           | 5,000               | 矢板式     | 供用中・耐震バース（平成7年） |
| 2    | 富津ふ頭E岸壁          | 130      | -7.5         | 20.0           | 5,000               | 矢板式     | 供用中（平成7年）             |
| 3    | 富津ふ頭A・B・C・D岸壁 | 360      | -5.5         | 15.0           | 2,000               | 矢板式     | 供用中（昭和59年）            |
| 4    | 富津物揚場             | 857      | -4.0         | 10.0           | 500                 | 矢板式     | 供用中（昭和60年）            |

### 荷捌地
- 吾妻地区

| 番号 | 名称       | 面積（㎡） |
| ---- | ---------- | ---------- |
| 22   | 内港荷捌地 | 1,745      |

- 木更津南部地区

| 番号 | 名称           | 面積（㎡） |
| ---- | -------------- | ---------- |
| 14   | ふ頭1号荷捌地  | 22,551     |
| 15   | ふ頭2号荷捌地  | 11,651     |
| 16   | ふ頭3号荷捌地  | 11,205     |
| 17   | ふ頭4号荷捌地  | 7,097      |
| 18   | ふ頭5号荷捌地  | 8,118      |
| 19   | 潮浜1号荷捌地  | 11,270     |
| 20   | 潮浜2号荷捌地  | 9,221      |
| 21   | 潮浜3号荷捌地  | 1,025      |
| 22   | ふ頭6号荷捌地  | 8,018      |
| 23   | ふ頭7号荷捌地  | 10,850     |
| 24   | ふ頭8号荷捌地  | 11,657     |
| 25   | ふ頭9号荷捌地  | 6,728      |
| 26   | ふ頭10号荷捌地 | 8,288      |

### 野積場
- 吾妻地区

| 番号 | 名称               | 面積（㎡） |
| ---- | ------------------ | ---------- |
| 23   | ふ頭用地           | 5,000      |
| 24   | ふ頭用地           | 12,000     |
| 25   | ふ頭用地           | 16,000     |
| 26   | ふ頭用地（工事中） | 4,000      |

- 木更津南部地区

| 番号 | 名称                      | 面積（㎡） |
| ---- | ------------------------- | ---------- |
| 27   | -5.5m岸壁背後野積場       | 14,905     |
| 28   | -5.5m岸壁背後野積場(II)   | 14,632     |
| 29   | 物揚場背後野積場          | 26,765     |
| 30   | -7.5m岸壁背後野積場       | 8,476      |
| 31   | -12メートル岸壁背後野積場 | 7,847      |
| 32   | 木更津ふ頭用地（計画中）  | 17,000     |

### 港湾緑地
- 新港公園
- 潮浜公園
- 富津みなと公園

## 港勢
- 入港船舶（平成16年度）
  - 隻数　7,777隻（外航船：140隻、内航船：7,637隻）
  - 総トン数　3,299,211総t（外航船：326,110総t、内航船：2,973,101総t）
- 海上出入貨物（平成16年度）
  - 取扱貨物　4,918,616 t
    - 外貿　247,787 t
    - 内貿　4,670,829 t

## 航路

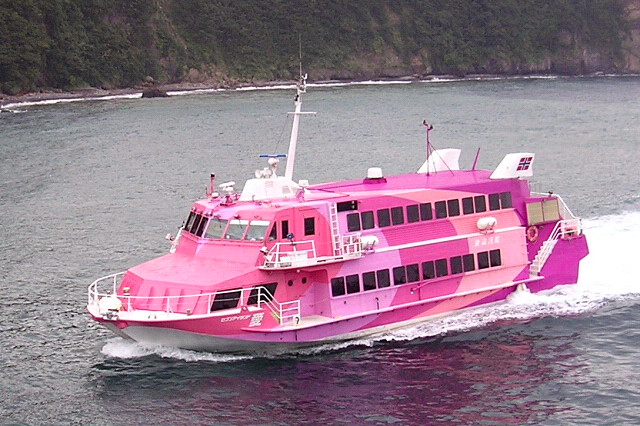
高速ジェット船「セブンアイランド愛」

公共埠頭のH岸壁を利用し、2015年2月より、日東交通主催の観光ツアーの一環として、東海汽船所有のセブンアイランドシリーズを使用し伊豆大島・神津島を結ぶ高速ジェット船が運行を開始した。神津島行は現在は運行を終了したが、伊豆大島へは新型コロナウイルス感染症流行期の一時中断を経て毎年運航されている。

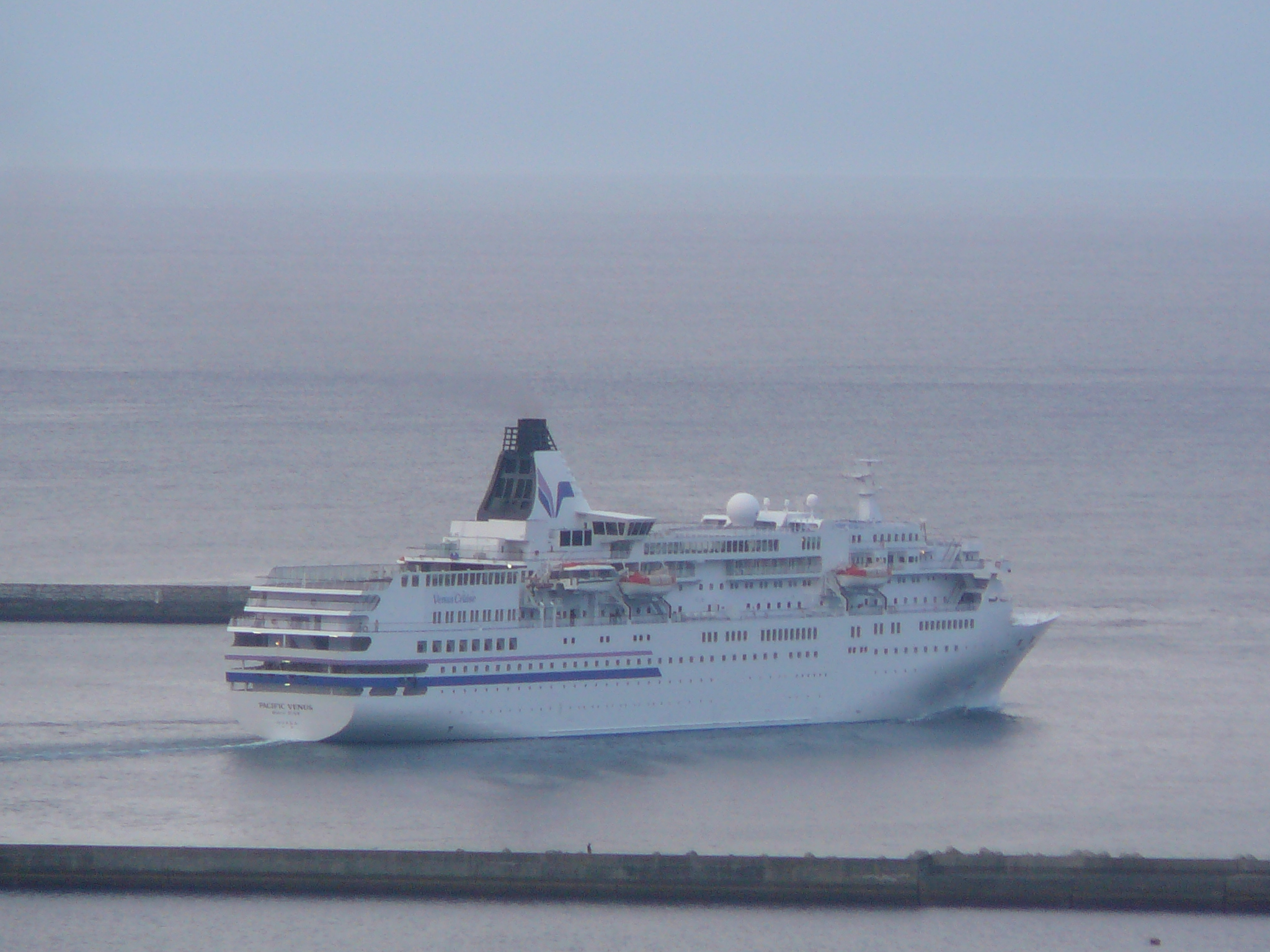
大型客船「ぱしふぃっくびいなす」

また、2017年（平成29年）からはH岸壁から大型クルーズ客船が試験的に運航がされている。
クルーズ船の誘致に取り組む木更津市は、大型クルーズ客船「ぱしふぃっくびいなす」による木更津港発のクルーズを2年連続で実現させたことや、利用者の約8割がクルーズ旅行が初めての新規顧客だったことなどが評価され、日本外航客船協会主催による「クルーズ・オブ・ザ・イヤー2018」の特別賞を受賞した。
今後、大型客船を宿泊施設として活用するホテルシップを想定し、客船を公募する準備を進めている。
- 日本クルーズ客船
  - クルーズ客船「ぱしふぃっくびいなす」
    - 熱海花火クルーズ
    - 世界遺産・熊野古道クルーズ（木更津 ‐ 横浜 - 新宮）
- ホテルシップ対応の客船を誘致予定

### クルーズ船寄港実績
初寄港2017年
- ぱしふぃっくびぃなす（総トン数26,594 t、全長183.40 m、2023年退役）